# Digdoh
Digdoh é uma vila no distrito de Nagpur, no estado indiano de Maharashtra.

## Demografia
Segundo o censo de 2001, Digdoh tinha uma população de 31 498 habitantes. Os indivíduos do sexo masculino constituem 56% da população e os do sexo feminino 44%. Digdoh tem uma taxa de literacia de 77%, superior à média nacional de 59,5%: a literacia no sexo masculino é de 82% e no sexo feminino é de 71%. Em Digdoh, 15% da população está abaixo dos seis anos de idade.